# 大阪市長居障害者スポーツセンター
大阪市長居障がい者スポーツセンター（おおさかしながいしょうがいしゃスポーツセンター）とは、大阪市東住吉区の長居公園内に所在する障害者のためのスポーツ施設である。大阪市により、1974年（昭和49年）5月に障害者のためのスポーツセンターとして日本で初めて設立された。大阪市障害者福祉・スポーツ協会が指定管理者として管理運営をしている。

## 歴史
1960年代当時、大阪市における障害者施策は高齢者施策に比べ、立ち遅れていたが、1964年（昭和39年）、東京オリンピック直後に開催された東京パラリンピックを契機として、より積極的な障害者施策として、スポーツセンターの建設が話題となり始めていた。その影響で1970年（昭和45年）、大阪市立大学医学部の小谷勉教授を委員長とする建設調査委員会が発足し、1971年（昭和46年）度より用地の決定や基本設計の依頼、建設資金の調達にかかり、1974年（昭和49年）5月2日、障害者のためのスポーツセンターとして全国に先駆けて開設された。1981年（昭和56年）には重度障害者（児）用の体育訓練施設を増設。
センターの開設を契機として、日本全国で類似の施設が建設され、障害者のスポーツ大会も年々多く開催される様になり、障害者スポーツの普及が進んだことにより、施設の利用者数が年間24万人を越える状況になってきた事から、1997年（平成9年）10月に新たな障害者スポーツセンターとして舞洲障害者スポーツセンター（アミティ舞洲）が開設。
2012年（平成24年）の「大阪市市政改革プラン」では施設の老朽化などを理由に廃止が検討されたが、多数の利用者や関係者、市議などから反対の声があがり、結果次の大規模更新の時期までは継続し、後に建て替えや市外利用者の負担を検討することとなった。

## 施設概要

### 設備
施設内の主な設備は以下の通り。
- 温水プール
- 卓球室
- ボウリング室
- 体育室
- 小体育室
- トレーニング室
- 遊戯室
- 屋外プール
- 研修室（2室）
- 会議室
- ラウンジ
- 屋外運動場

イギリスのストーク・マンデヴィル・ホスピタルの付属施設であるストーク・マンデヴィル・スタジアムを範としている。
1階中央に大きいホールをとり、そこを中心にプールや体育室、トレーニング室などの各運動室を配置し、利用者が迷う事が無く、目的地に行ける様にしている。2階へは1/12のスロープか円形エレベーターで行く事が出来る。エレベーターはカゴ内で方向転換して正面を向いて乗降が出来るようにしている。また、密室の不安を和らげる為、エレベーターの一部をガラス張りにしている。
開設の翌年である1975年（昭和50年）にはBCS賞（建築業協会賞）を受賞。

### 使用方法
使用当日に利用者カード（申込書により交付）または各種障害者手帳（身体障害者手帳、療育手帳、精神障害者保健福祉手帳）を提示。施設使用料は大阪市内および大阪府下に住所を有する障害者および介護者1名は無料。

### 開設日・時間
プール室・ボウリング室以外は12：15～13：00は休室。
- 平日・土曜日：9：00～21：00
- 日曜・祝日：9：00～18：00

休館日：毎週水曜日、第3木曜日、12月29日～翌年1月3日。

## その他
当スポーツセンターの開設当初は周辺に段差があり、障害のある人をお断りする店もあったが、障害者の利用者が増えるにつれ、障害者が利用出来る様に工夫をする店が増えた。店の定休日をセンターに合わせて水曜日にしている店もあるという。
電動車椅子サッカーは当センターが発祥。当センターで指導員をしていた人物が床のボールを電動車いすで片づけしている障害者を見てひらめき、同じく電動車いすを使うカナダの「パワーサッカー」を参考に1982年（昭和57年）に考案された。当センターを拠点とする「大阪ローリングタートル」は日本で初めて結成された電動車椅子サッカーのチーム。
当センターの利用者が増えるにつれ、パラリンピックなど、世界的な大会に出場する選手も現れるようになった。代表的な選手として1980年アーネムパラリンピックアーチェリー金メダリストの大前千代子がいる。

## アクセス
- Osaka Metro御堂筋線 長居駅1号出口より北へ約140m。
- 大阪シティバス「地下鉄長居」停留所より北へ約310m。
- JR阪和線 長居駅より東へ約220m。